# Thagria ungulata
Thagria ungulata är en insektsart som beskrevs av Nielson 1977. Thagria ungulata ingår i släktet Thagria och familjen dvärgstritar. Inga underarter finns listade i Catalogue of Life.